# Campotéjar
Campotéjar é um município da Espanha na província de Granada, comunidade autónoma da Andaluzia, de área 46,14 km² com população de 1400 habitantes (2007) e densidade populacional de 30,34 hab./km².

## Demografia
| Variação demográfica do município entre 1991 e 2004 | Variação demográfica do município entre 1991 e 2004 | Variação demográfica do município entre 1991 e 2004 | Variação demográfica do município entre 1991 e 2004 |
| --------------------------------------------------- | --------------------------------------------------- | --------------------------------------------------- | --------------------------------------------------- |
| 1991                                                | 1996                                                | 2001                                                | 2004                                                |
| 1450                                                | 1440                                                | 1423                                                | 1408                                                |